# الدرجة الائتمانية في الولايات المتحدة
تُعرف درجة الائتمان بأنها رقم يوفر تقديرًا مقارنًا للجدارة الائتمانية للفرد بناءً على تحليل تقرير الائتمان الخاص به.[1] وهو بديل غير مكلف وأساسي لأشكال أخرى من اكتتاب القروض الاستهلاكية. يستخدم المقرضون، مثل البنوك وشركات بطاقات الائتمان، درجات الائتمان لتقييم مخاطر إقراض الأموال للمستهلكين.[2][3] يؤكد المقرضون أن الاستخدام الواسع النطاق للدرجات الائتمانية جعل الائتمان متاحًا على نطاق واسع وأقل تكلفة للعديد من المستهلكين. بموجب قانون إصلاح وول ستريت الذي جرى تمريره في عام 2010، يحق للمستهلك الحصول على تقرير مجاني عن درجة الائتمان المحددة المستخدمة في حالة رفض الحصول على قرض أو بطاقة ائتمان أو تأمين بسبب درجة الائتمان الخاصة به.[4]

## تاريخيًا
قبل درجات الائتمان، جرى تقييم الائتمان باستخدام تقارير الائتمان من مكاتب الائتمان. خلال أواخر الخمسينيات من القرن الماضي، بدأت البنوك في استخدام نظام التصنيف الائتماني المحوسب لإعادة تعريف الجدارة الائتمانية بوصفها مخاطر إحصائية مجردة.[5] حظر قانون تكافؤ الفرص الائتمانية رفض منح الائتمان على حسب الجنس أو الحالة الاجتماعية عام 1974.[5] تسارع اعتماد نظام التصنيف الائتماني للوقاية من دعاوى التمييز.[5] خلال السبعينيات والثمانينيات من القرن الماضي، توطدت صناعة التقارير الائتمانية بلا هوادة[5] وانتقلت بسرعة إلى الفرز المسبق.[5] اشتهرت درجة فيكو (بالإنجليزية: FICO score) في نظر الأغلبية عام 1995 عندما طلب فريدي ماك (بالإنجليزية: Freddie Mac) من المقرضين استخدام نظام تسجيل الائتمان لجميع تطبيقات الرهن العقاري الجديدة.

## نماذج التصنيف الائتماني
على الرغم من وجود طرائق مختلفة لتقدير الجدارة الائتمانية من قَبل، فإن نماذج تسجيل الائتمان الحديثة تعود إلى عام 1956، عندما أنشأ بيل فير وإيرل إسحاق أول نظام تسجيل ائتماني لهما.[6]

### درجة فيكو
قُدِّمت درجة فيكو أول مرة عام 1989 من شركة فيكو،[7] التي كانت تُسمى شركة فير وإسحاق حينها. يُستخدَم نموذج فيكو من قبل الغالبية العظمى من البنوك ومانحي الائتمان، ويستند إلى ملفات ائتمان المستهلك لمكاتب الائتمان الوطنية الثلاثة: إكسبريان (بالإنجليزية: Experian)، وأكويفاكس (بالإنجليزية: Equifax)، وترانز يونين (بالإنجليزية: TransUnion).
لأن ملف ائتمان المستهلك قد يحتوي على معلومات مختلفة في كل مكتب، يمكن أن تختلف درجات فيكو اعتمادًا على المكتب الذي يوفر المعلومات إلى فيكو لإنشاء النتيجة.

#### البنية
صُمِّمت درجات الائتمان لقياس مخاطر التخلف عن السداد من طريق مراعاة العوامل المختلفة في التاريخ المالي للفرد. على الرغم من أن المعادلات الدقيقة لحساب درجات الائتمان سرية، فقد كشفت فيكو عن المكونات التالية:[8][9]
- سجل الدفع (35٪): أفضل وصف له هو وجود أو نقص المعلومات المهينة. إن الإفلاس، والتسويات، وعمليات الخصم، وإعادة الممتلكات، وحبس الرهن، والدفع المتأخر يمكن أن تتسبب في انخفاض درجة فيكو.
- عبء الدين (30٪): تراعي هذه الفئة عددًا من القياسات الخاصة بالديون. وفقًا لـ فيكو، توجد ستة مقاييس مختلفة في فئة الديون، متضمنةً نسبة الدين إلى الحد، وعدد الحسابات ذات الأرصدة، والمبلغ المستحق عبر أنواع مختلفة من الحسابات، والمبلغ المدفوع على قروض التقسيط.[10]
- طول السجل الائتماني أو «الوقت في الملف» (15٪): مع تقدم التاريخ الائتماني، يمكن أن يكون له تأثير إيجابي في درجة فيكو الخاصة به. توجد العديد من المقاييس في هذه الفئة، وأهمها متوسط عمر الحسابات في التقرير وعمر الحساب الأقدم.
- أنواع الائتمان المستخدمة (10٪): يمكن أن يستفيد المستهلكون من وجود تاريخ في إدارة أنواع مختلفة من الائتمان. تشمل أمثلة أنواع الائتمان: التقسيط، والتجديد، والتمويل الاستهلاكي، والرهن العقاري.[11]
- عمليات البحث الأخيرة عن الائتمان (10٪): الاستفسارات الائتمانية الصعبة أو «عمليات السحب الصعبة»، التي تحدث عندما يتقدم المستهلكون للحصول على بطاقة ائتمان أو قرض (متجدد أو غير ذلك)، ويمكن أن تضر بالدرجات، خاصة إذا أجرِيتْ بأعداد كبيرة. الأفراد الذين «يتسوقون بسعر» للحصول على قرض عقاري أو قرض سيارة أو قرض طالب على مدى فترة قصيرة (أسبوعين أو 45 يومًا، اعتمادًا على نتيجة فيكو المستخدمة) لن يواجهوا على الأرجح انخفاضًا ملموسًا في درجاتهم نتيجة لذلك من هذه الأنواع من الاستفسارات، وهذا لأن نموذج تسجيل فيكو يعد جميع أنواع الاستفسارات الصعبة التي تحدث خلال فترة 14 أو 45 يومًا من بعضها بعضًا على أنها واحدة فقط.

علاوة على ذلك، لا تُحتسَب استفسارات الرهن العقاري والسيارات وقروض الطلاب على الإطلاق في درجة فيكو إذا كان عمرها أقل من 30 يومًا. بينما تُسجَّل جميع الاستفسارات الائتمانية وعرضها في تقارير الائتمان الشخصية مدة عامين، ولكن ليس لها أي تأثير بعد السنة الأولى، لأن نظام تسجيل فيكو يتجاهلها بعد 12 شهرًا. استفسارات الائتمان التي أجراها المستهلك -مثل سحب تقرير ائتماني للاستخدام الشخصي، من قبل صاحب العمل (للتحقق من الموظف)، أو من قبل الشركات التي تبدأ عروض ائتمان أو تأمين- تُفرَز مسبقًا وليس لها أي تأثير على درجة الائتمان: تسمى هذه «الاستفسارات الناعمة» أو «السحوبات الناعمة»، ولا تظهر في تقرير الائتمان الذي يستخدمه المقرضون، فقط في التقارير الشخصية. لا تُأخذ الاستفسارات البسيطة في الاعتبار من طريق أنظمة تسجيل الائتمان.[12]
تستند هذه النسب المئوية إلى أهمية الفئات الخمس لعامة السكان. بالنسبة لمجموعات معينة -على سبيل المثال الأشخاص الذين لم يستخدموا الائتمان لفترة طويلة- قد تختلف الأهمية النسبية لهذه الفئات.[8]
تقتصر عوامل التركيب على سلوك الفرد الماضي (والمستمر) على أساس الائتمان. على النقيض من الاعتقاد الخاطئ الشائع،[13] لا تُحتسَب العوامل المالية الأخرى، مثل العمر أو الحالة الوظيفية أو الأصول أو الدخل. ومع ذلك، لا يُحظر على المقرضين السؤال عن هذه العوامل وحسابها لاعتبارات إقراض معينة.